# Polarstern Knoll
Der Polarstern Knoll bildet gemeinsam mit dem Andenes Knoll und dem Explora Knoll eine Gruppe von Tiefseebergen im östlichen Weddell-Meer vor der Caird-Küste des ostantarktischen Coatslands. Er liegt in einer Tiefe von 3605 Metern.
Die Benennung des Felsens geht auf den Vermessungsingenieur und Glaziologen Heinrich Hinze vom Alfred-Wegener-Institut zurück und ist seit 1997 international anerkannt. Namensgeber ist das deutsche Forschungsschiff Polarstern, mit dessen Hilfe 22 Forschungsfahrten in die Antarktis zwischen 1982 und 1995 unternommen wurden.